# Zamenis longissimus

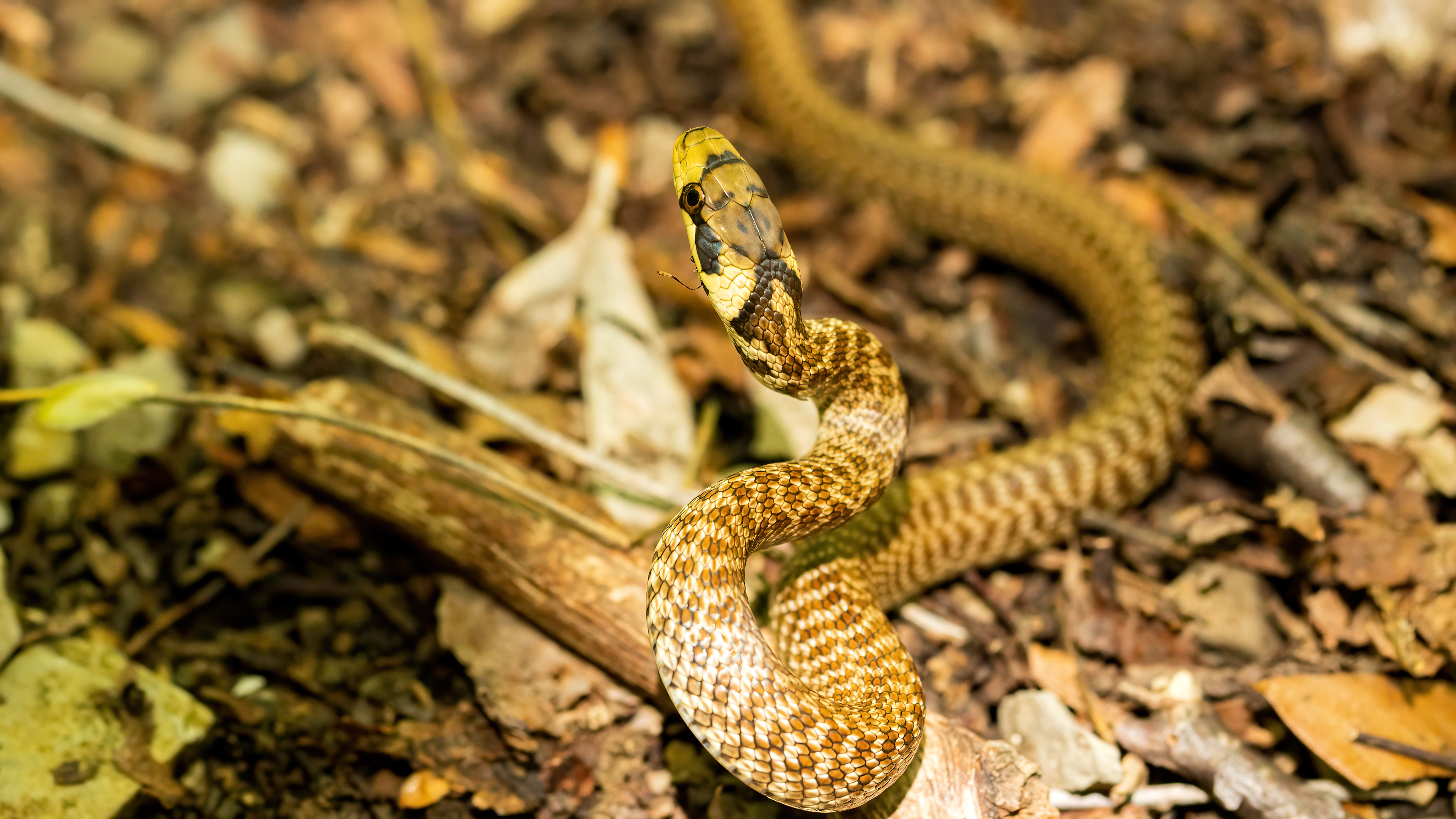
Saettone (Zamenis longissimus) in livrea giovanile

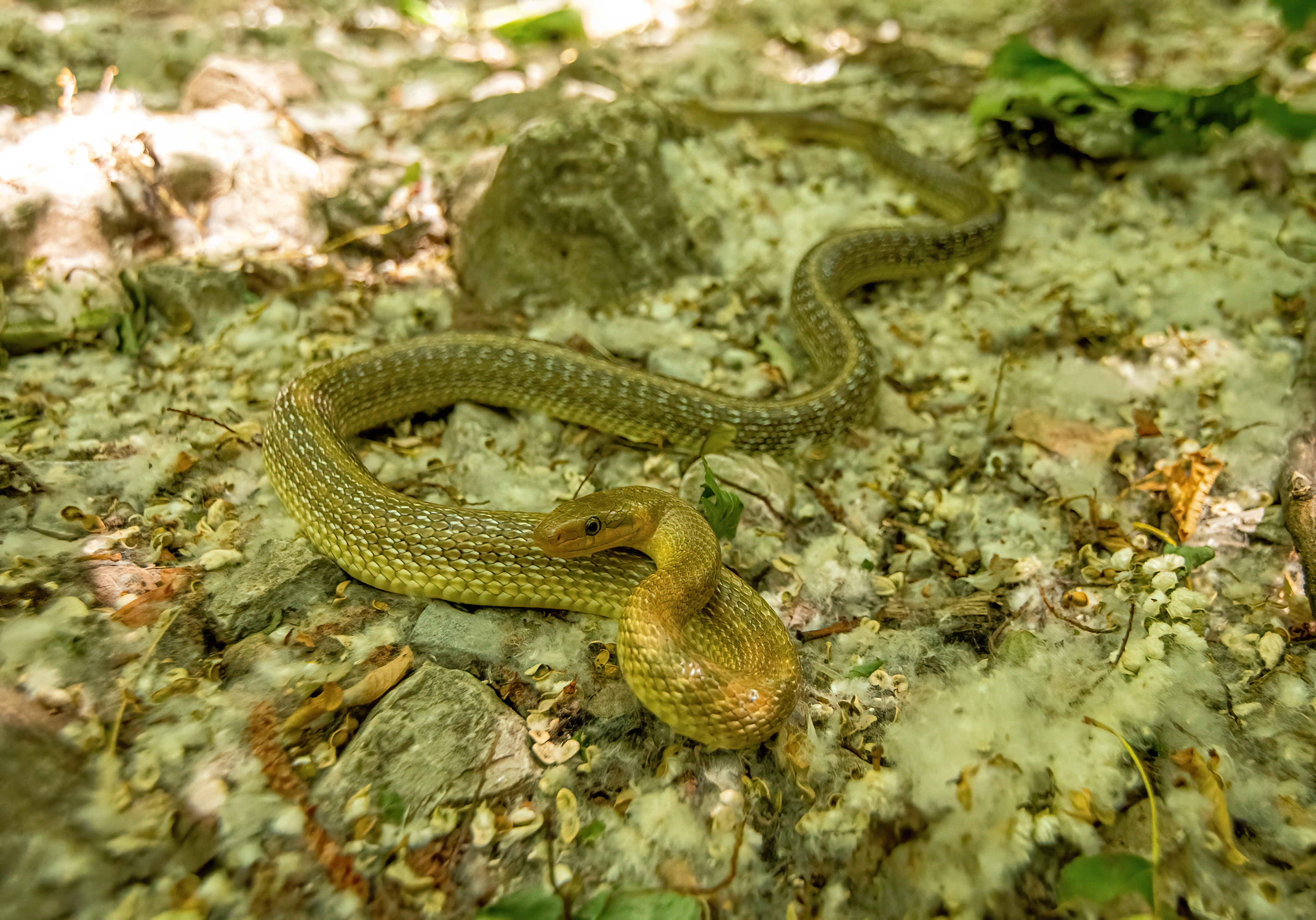
Saettone (Zamenis longissimus) osservato nel Carso Triestino

Il saettone  (AFI: /ˈkɔlubro/ o /koˈlubro/ Zamenis longissimus) o colubro di Esculapio è un serpente non velenoso della famiglia dei colubridi.

## Etimologia
Il nome scientifico della specie si riferisce alle dimensioni: longissimus è superlativo latino di longus ("lungo"). Il suo nome volgare è dovuto ad Asclepio, dio greco della medicina, rappresentato con un bastone sul quale è intrecciato un serpente, simbolo della forza vitale che guarisce i mali.

## Tassonomia
Questa specie fu descritta per la prima volta da Laurenti nel 1768 e classificata come Natrix longissima. Singole popolazioni nel tempo furono descritte con una varietà di nomi scientifici; il nome di genere Zamenis compare nel 1841. Per lungo tempo (dal 1926 al 2002) il nome riconosciuto ufficialmente fu Elaphe longissima, fino a quando un'accurata indagine filogenetica rivoluzionò la tassonomia del colubro di Esculapio: dall'analisi del DNA fu stabilita l'appartenenza della specie al genere Zamenis con l'evidenza della monofilia della stessa. Anche la precedente sottospecie Elaphe longissima longissima è stata omologata a Zamenis longissimus.

## Descrizione

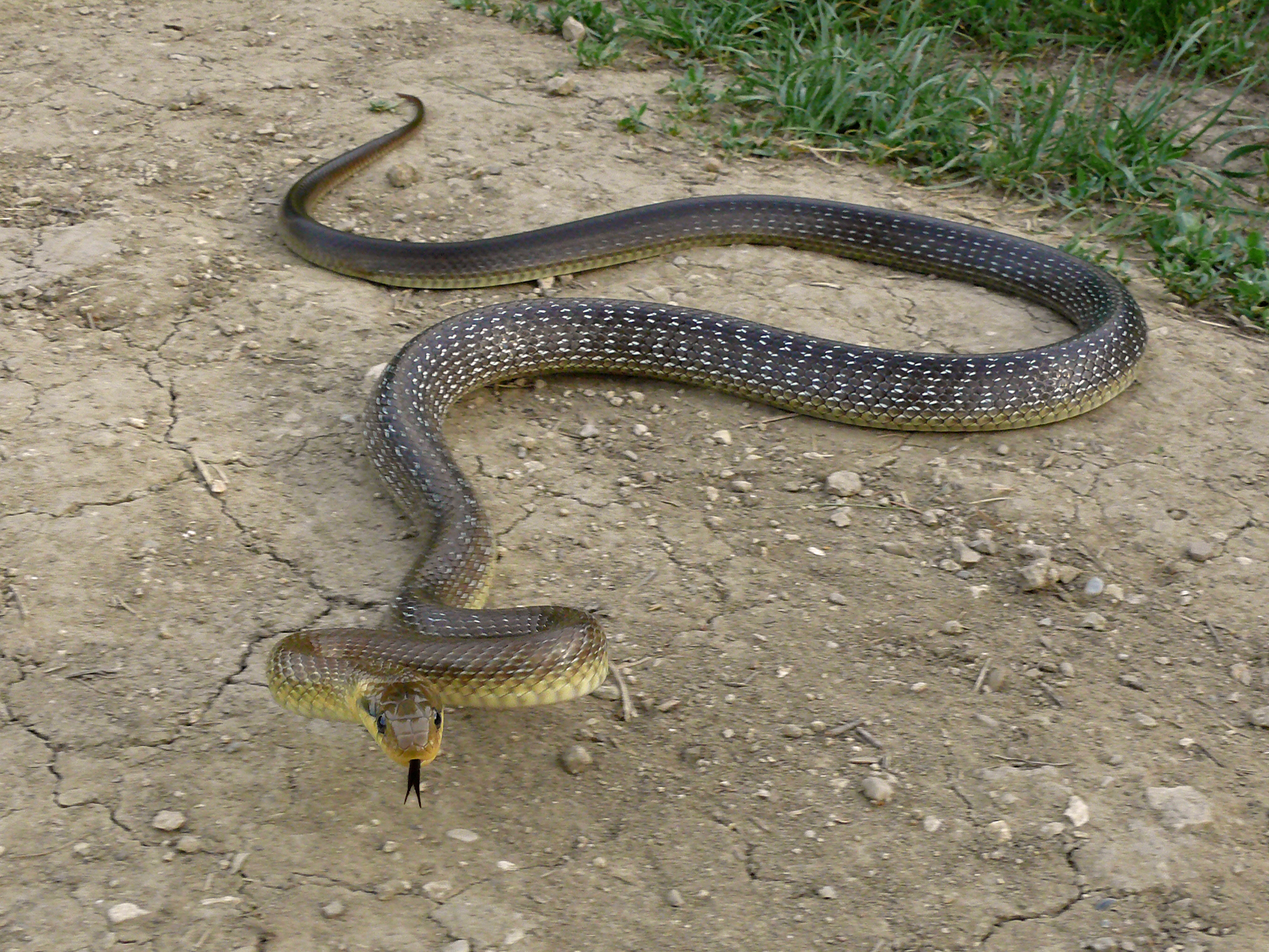
Colubro di Esculapio

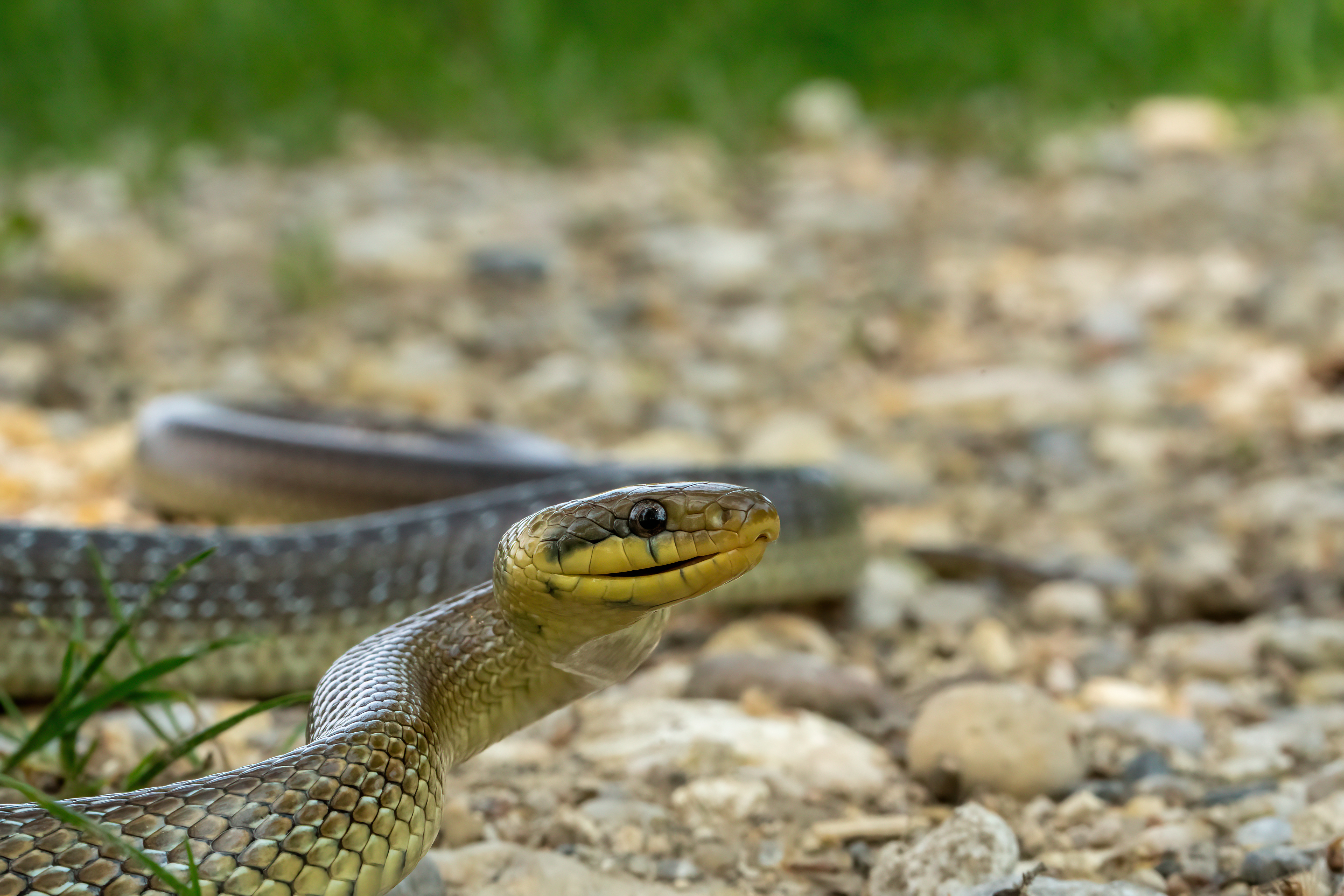
Saettone (Zamenis longissimus) dettaglio del profilo del capo

Il colubro di Esculapio normalmente raggiunge 1,2-1,4 m, raramente oltre 1,6 m nella parte meridionale del suo areale. La slanciata coda costituisce il 20-25 % della lunghezza totale. Esiste un dimorfismo sessuale nelle dimensioni: il maschio è più grande e lungo (pesa circa 900 g, mentre la femmina circa 600 g). La testa è lunga, affusolata e non ben distinta dal collo, con occhi di medie dimensioni a pupilla rotonda.
La pelle presenta 23 file di squame a metà corpo, fino a 250 squame ventrali e 60-90 coppie di squame subcaudali.
Non vi è dimorfismo sessuale nella livrea: gli adulti sono uniformemente grigio-marroni, giallo-marroni o olivastri, con la parte anteriore del corpo generalmente più chiara. Alcune squame dorsali possono essere bianche, disposte in bande; in Italia, a causa della variabilità genetica di questa specie, si possono rinvenire esemplari con strisce più chiare o più scure lungo il corpo. Le squame della regione mascellare superiore di solito sono gialle e possono esserci due chiazze gialle nel retro del capo. La superficie ventrale è gialla o biancastra, in alcuni individui marcata da poche macchie grigiastre. I giovani sono di colore più brillante rispetto agli adulti e possiedono da 4 a 7 file di macchie marroni lungo il corpo; da ciascun occhio diparte una striscia scura posteriormente alla mascella.

## Biologia

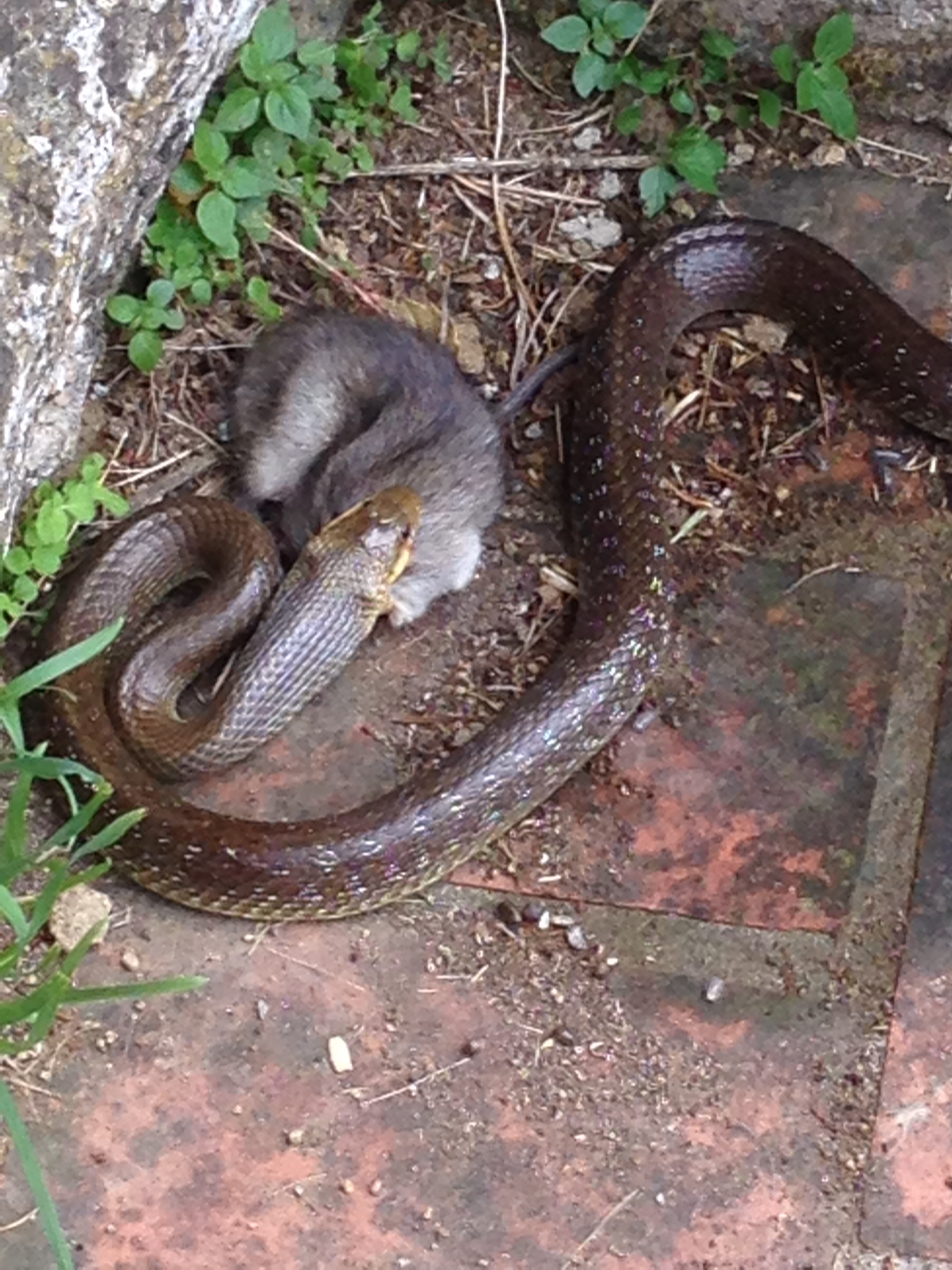
Colubro di Esculapio in procinto di inghiottire un roditore.

È di abitudini prevalentemente diurne, sebbene nei mesi più caldi compaia anche al crepuscolo; la temperatura ottimale per la sua attività è di 20-22 °C, raramente al di sotto dei 16 °C o al di sopra dei 25 °C. Si nutre di piccoli vertebrati come roditori, lucertole, passeracei, predando anche le uova e i nidiacei. Non possiede veleno, ma è un abile costrittore che soffoca le prede tra le spire. È predato a sua volta da diversi mammiferi (mustelidi, volpi, cinghiali, ricci) e da varie specie di rapaci; tra i suoi predatori figura anche il biacco.
Trascorre il letargo, che nelle zone meridionali dell'areale va da ottobre a marzo e nelle zone settentrionali è un po' anticipato in autunno e posticipato in primavera, in anfratti, incavi dei muri e in tane ricavate nel terreno o in cavità dei tronchi. È un abilissimo arrampicatore, sia di alberi che, a volte, di edifici: raggiunge anche diversi metri di altezza. Tollera molto la presenza antropica e non è raro incontrarlo vicino a paesi o in parchi e giardini dei centri urbani.
Il suo territorio è in genere poco superiore a un ettaro, ma un maschio può percorrere anche 2 km alla ricerca di una femmina per l'accoppiamento. Quest'ultimo ha cadenza annuale con circa il 77% delle femmine che si riproducono annualmente. La maturità sessuale nei maschi si riscontra in esemplari di 75 cm e nelle femmine in esemplari di 85 cm. L'accoppiamento avviene tra maggio e giugno e può essere preceduto da un combattimento tra maschi rivali; il corteggiamento consiste in una "danza" elegante, in cui la coppia assume la forma ad "S" con le code intrecciate. Dopo circa un mese e mezzo la femmina depone da 2 a 18 uova di forma allungata (6 × 2,5 cm) tra i detriti vegetali o in cavità di vecchi tronchi caduti. La schiusa avviene tra fine agosto e i primi di settembre; i giovani nati, lunghi dai 12 ai 37 cm, sono subito indipendenti e normalmente vanno in letargo poche settimane dopo gli adulti.

## Distribuzione e habitat

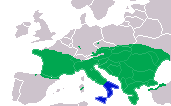
Distribuzione di Z. longissimus (in verde) e di Z. lineatus (in blu)

Il colubro di Esculapio è presente in numerosi stati europei quali Francia, Spagna, Germania, Cechia, Slovacchia, Ungheria, Bulgaria, Romania, Polonia, Svizzera, Italia, nei Balcani, Russia, Moldavia, Ucraina, nonché nella regione anatolica (Turchia) e caucasica (Georgia, Azerbaigian e nord-ovest dell'Iran).
L'habitat ideale è rappresentato dai boschi di caducifoglie e aree rurali ricche di vegetazione arbustiva e di siepi, purché non umide. Si rinviene anche in zone rocciose o nei pressi di costruzioni umane (muri, edifici diroccati). Si trova dal livello del mare sino, in alcuni casi, a 2000 m di altitudine.

## Specie simili
Le popolazioni della specie in Italia meridionale e Sicilia sono state recentemente ascritte ad una specie distinta, Zamenis lineatus (Camerano, 1891), chiamata in italiano saettone occhirossi.
Il cervone (Elaphe quatuorlineata) è meno slanciato, presenta carenatura sulle squame dorsali e ha due squame preoculari, mentre il saettone ne ha una.
I giovani di Zamenis longissimus possono assomigliare alla biscia dal collare (Natrix natrix).

## Conservazione
Non è classificato tra le specie in pericolo di estinzione nella Lista rossa IUCN grazie al suo areale molto vasto, nel quale è molto comune e ubiquitario. Ma in alcune nazioni dove la sua presenza è sporadica (Russia, Germania, Georgia, Ucraina, Polonia e Svizzera) è considerata localmente una specie a rischio di estinzione.